# جوی فاست
جوی فاست (انگلیسی: Joy Fawcett؛ زادهٔ ۸ فوریهٔ ۱۹۶۸) یک بازیکن فوتبال اهل ایالات متحده آمریکا است. 